# Internationalisering
Internationalisering (I18N) innebär anpassning till och samarbete mellan flera nationer.
Inom teknik och kultur innebär internationalisering att man skapar förutsättningar för samarbete och förståelse mellan nationerna. Till exempel en produkt som är "internationaliserad" kan användas i flera kultur- och språkområden. Ett exempel på en sådan produkt är potatisskalaren.
Inom ekonomisk geografi görs ofta en distinktion mellan internationalisering och globalisering, där globalisering avser en djupare gränsöverskridande ekonomisk integration, medan internationaliseringen avser samarbete mellan nationer.
Skillnaden mellan globalisering och internationalisering är att det förra avser ett upphävande av nationsgränser medan det senare betyder ett samarbete över dem.[källa behövs]
Inom företagsekonomi innebär internationalisering till vilken grad företaget är engagerat i internationella affärer. Internationalisering kan därför ske i båda riktningarna, dels genom en utåtriktad internationalisering, exempelvis export, men även en inåtriktad internationalisering, exempelvis genom import. Internationaliseringsprocessen beskrivs i Uppsalamodellen.